# Partecipanti al Giro d'Italia 2006
Elenco dei partecipanti al Giro d'Italia 2006.
Il Giro d'Italia 2006 fu l'ottantanovesima edizione della corsa. Alla competizione hanno presero 22 squadre, 20 iscritte all'UCI ProTour più due squadre invitate, la Ceramiche Panaria-Navigare e la Selle Italia-Serramenti Diquigiovanni, ciascuna delle quali composta da nove corridori, per un totale di 198 ciclisti. La corsa partì il 6 maggio da Seraing (Belgio) e terminò il 28 maggio a Milano; in quest'ultima località portarono a termine la competizione 150 corridori. 

## Corridori per squadra
Nota: R ritirato, NP non partito, FT fuori tempo, SQ squalificato.
| Discovery Channel              | Discovery Channel              | Discovery Channel              | Euskaltel-Euskadi      | Euskaltel-Euskadi        | Euskaltel-Euskadi      | Rabobank                              | Rabobank                              | Rabobank                              |
| ------------------------------ | ------------------------------ | ------------------------------ | ---------------------- | ------------------------ | ---------------------- | ------------------------------------- | ------------------------------------- | ------------------------------------- |
| 1                              | Paolo Savoldelli               | 5º                             | 81                     | Beñat Albizuri           | 144º                   | 161                                   | Mauricio Ardila                       | 98º                                   |
| 2                              | Tom Danielson                  | NP 20ª                         | 82                     | Andoni Aranaga           | R 14ª                  | 162                                   | Theo Eltink                           | 53º                                   |
| 3                              | Manuel Beltrán                 | 22º                            | 83                     | Koldo Fernández          | R 7ª                   | 163                                   | Graeme Brown                          | R 7ª                                  |
| 4                              | Vjačeslav Ekimov               | 89º                            | 84                     | Iker Flores              | 35º                    | 164                                   | Mathew Hayman                         | 136º                                  |
| 5                              | Benoît Joachim                 | 83º                            | 85                     | Markel Irizar            | 90º                    | 165                                   | Aleksandr Kolobnev                    | 71º                                   |
| 6                              | Jason McCartney                | 135º                           | 86                     | Roberto Laiseka          | R 12ª                  | 166                                   | Grischa Niermann                      | 55º                                   |
| 7                              | Pavel Padrnos                  | 67º                            | 87                     | David López García       | 40º                    | 167                                   | Marc de Maar                          | 125º                                  |
| 8                              | José Luis Rubiera              | 13º                            | 88                     | Antton Luengo            | 110º                   | 168                                   | Michael Rasmussen                     | NP 12ª                                |
| 9                              | Matthew White                  | 102º                           | 89                     | Iban Mayoz               | 128º                   | 169                                   | Marc Wauters                          | R 17ª                                 |
| AG2R Prévoyance                | AG2R Prévoyance                | AG2R Prévoyance                | Française des Jeux     | Française des Jeux       | Française des Jeux     | Saunier Duval-Prodir                  | Saunier Duval-Prodir                  | Saunier Duval-Prodir                  |
| 11                             | Sylvain Calzati                | 79º                            | 91                     | Bradley McGee            | R 10ª                  | 171                                   | Gilberto Simoni                       | 3º                                    |
| 12                             | Íñigo Chaurreau                | 54º                            | 92                     | Sandy Casar              | 6º                     | 172                                   | Ángel Gómez                           | 108º                                  |
| 13                             | Renaud Dion                    | 104º                           | 93                     | Carlos Da Cruz           | 101º                   | 173                                   | Rubén Lobato                          | 87º                                   |
| 14                             | Hubert Dupont                  | 32º                            | 94                     | Mickaël Delage           | 129º                   | 174                                   | Piotr Mazur                           | R 18ª                                 |
| 15                             | John Gadret                    | R 18ª                          | 95                     | Arnaud Gérard            | 143º                   | 175                                   | Manuele Mori                          | 88º                                   |
| 16                             | Jurij Krivcov                  | 114º                           | 96                     | Philippe Gilbert         | NP 12ª                 | 176                                   | Aaron Olsen                           | 148º                                  |
| 17                             | Carl Naibo                     | 150º                           | 97                     | Gustav Larsson           | 66º                    | 177                                   | Leonardo Piepoli                      | 11º                                   |
| 18                             | Mark Scanlon                   | R 12ª                          | 98                     | Cyrille Monnerais        | 121º                   | 178                                   | Marco Pinotti                         | 60º                                   |
| 19                             | Tomas Vaitkus                  | R 13ª                          | 99                     | Jussi Veikkanen          | 70º                    | 179                                   | Guido Trentin                         | 30º                                   |
| Bouygues Télécom               | Bouygues Télécom               | Bouygues Télécom               | Gerolsteiner           | Gerolsteiner             | Gerolsteiner           | Selle Italia-Serramenti Diquigiovanni | Selle Italia-Serramenti Diquigiovanni | Selle Italia-Serramenti Diquigiovanni |
| 21                             | Giovanni Bernaudeau            | NP 14ª                         | 101                    | Robert Förster           | 139º                   | 181                                   | José Rujano                           | R 13ª                                 |
| 22                             | Sébastien Chavanel             | R 7ª                           | 102                    | Torsten Hiekmann         | 85º                    | 182                                   | José Serpa                            | 31º                                   |
| 23                             | Stef Clement                   | 64º                            | 103                    | Sven Krauß               | 97º                    | 183                                   | Wladimir Belli                        | R 20ª                                 |
| 24                             | Olivier Bonnaire               | 115º                           | 104                    | Andrea Moletta           | 78º                    | 184                                   | Sergio Barbero                        | R 18ª                                 |
| 25                             | Andy Flickinger                | NP 12ª                         | 105                    | Volker Ordowski          | R 19ª                  | 185                                   | Alessandro Bertolini                  | R 7ª                                  |
| 26                             | Yohann Gène                    | 149º                           | 106                    | Davide Rebellin          | NP 11ª                 | 186                                   | Gabriele Missaglia                    | 106º                                  |
| 27                             | Arnaud Labbe                   | 116º                           | 107                    | Matthias Russ            | 74º                    | 187                                   | Raffaele Illiano                      | 61º                                   |
| 28                             | Yoann Le Boulanger             | 119º                           | 108                    | Ronny Scholz             | R 14ª                  | 188                                   | Alberto Loddo                         | R 16ª                                 |
| 29                             | Laurent Lefèvre                | 50º                            | 109                    | Stefan Schumacher        | 76º                    | 189                                   | Santo Anzà                            | 109º                                  |
| Caisse d'Epargne-Illes Balears | Caisse d'Epargne-Illes Balears | Caisse d'Epargne-Illes Balears | Lampre-Fondital        | Lampre-Fondital          | Lampre-Fondital        | Team CSC                              | Team CSC                              | Team CSC                              |
| 31                             | José Luis Carrasco             | 68º                            | 111                    | Damiano Cunego           | 4º                     | 191                                   | Ivan Basso                            | 1º                                    |
| 32                             | Vladimir Efimkin               | 39º                            | 112                    | Marzio Bruseghin         | 25º                    | 192                                   | Carlos Sastre                         | 43º                                   |
| 33                             | Imanol Erviti                  | 81º                            | 113                    | Paolo Fornaciari         | 126º                   | 193                                   | Nicki Sørensen                        | 77º                                   |
| 34                             | Marco Fertonani                | R 18ª                          | 114                    | Evgenij Petrov           | 57º                    | 194                                   | Michael Blaudzun                      | 96º                                   |
| 35                             | José Iván Gutiérrez            | 24º                            | 115                    | Gorazd Štangelj          | 59º                    | 195                                   | Bobby Julich                          | 92º                                   |
| 36                             | Joan Horrach                   | 36º                            | 116                    | Sylwester Szmyd          | 19º                    | 196                                   | Jens Voigt                            | 37º                                   |
| 37                             | José Cayetano Juliá            | 118º                           | 117                    | Paolo Tiralongo          | 15º                    | 197                                   | Giovanni Lombardi                     | 117º                                  |
| 38                             | Mikel Pradera                  | 95º                            | 118                    | Tadej Valjavec           | 34º                    | 198                                   | Volodymyr Hustov                      | 62º                                   |
| 39                             | Francisco Pérez                | 28º                            | 119                    | Francisco Vila           | 10º                    | 199                                   | Íñigo Cuesta                          | 52º                                   |
| Ceramiche Panaria-Navigare     | Ceramiche Panaria-Navigare     | Ceramiche Panaria-Navigare     | Liberty Seguros-Würth  | Liberty Seguros-Würth    | Liberty Seguros-Würth  | Team Milram                           | Team Milram                           | Team Milram                           |
| 41                             | Emanuele Sella                 | 26º                            | 121                    | Dariusz Baranowski       | R 10ª                  | 201                                   | Alessandro Petacchi                   | NP 4ª                                 |
| 42                             | Luca Mazzanti                  | 20º                            | 121                    | Giampaolo Caruso         | 12º                    | 202                                   | Alessandro Cortinovis                 | 105º                                  |
| 43                             | Moisés Aldape                  | NP 14ª                         | 123                    | Koen de Kort             | 124º                   | 203                                   | Sergio Ghisalberti                    | 21º                                   |
| 44                             | Fortunato Baliani              | 46º                            | 124                    | Daniel Navarro           | 91º                    | 204                                   | Christian Knees                       | 73º                                   |
| 45                             | Miguel Ángel Rubiano           | 103º                           | 125                    | Unai Osa                 | 18º                    | 205                                   | Mirco Lorenzetto                      | R 21ª                                 |
| 46                             | Serhij Matvjejev               | 142º                           | 126                    | Javier Ramírez           | 82º                    | 206                                   | Alberto Ongarato                      | 130º                                  |
| 47                             | Julio Alberto Pérez Cuapio     | 42º                            | 127                    | Michele Scarponi         | NP 17ª                 | 207                                   | Elia Rigotto                          | 137º                                  |
| 48                             | Maximiliano Richeze            | 138º                           | 128                    | Marcos Serrano           | NP 13ª                 | 208                                   | Fabio Sacchi                          | 63º                                   |
| 49                             | Luis Laverde                   | 49º                            | 129                    | Sergej Jakovlev          | R 18ª                  | 209                                   | Alessandro Vanotti                    | 69º                                   |
| Cofidis                        | Cofidis                        | Cofidis                        | Liquigas               | Liquigas                 | Liquigas               | T-Mobile Team                         | T-Mobile Team                         | T-Mobile Team                         |
| 51                             | Leonardo Bertagnolli           | R 4ª                           | 131                    | Danilo Di Luca           | 23º                    | 211                                   | Scott Davis                           | 65º                                   |
| 52                             | Leonardo Duque                 | 47º                            | 132                    | Patrick Calcagni         | 107º                   | 212                                   | Serhij Hončar                         | NP 17ª                                |
| 53                             | Thierry Marichal               | R 7ª                           | 133                    | Dario David Cioni        | 86º                    | 213                                   | Matthias Kessler                      | 72º                                   |
| 54                             | Amaël Moinard                  | 112º                           | 134                    | Dario Andriotto          | 146º                   | 214                                   | André Korff                           | R 7ª                                  |
| 55                             | Maxime Monfort                 | 33º                            | 135                    | Vladimir Miholjević      | NP 13ª                 | 215                                   | Jörg Ludewig                          | 51º                                   |
| 56                             | Cristian Moreni                | R 7ª                           | 136                    | Andrea Noè               | 38º                    | 216                                   | Olaf Pollack                          | 132º                                  |
| 57                             | Iván Parra                     | 16º                            | 137                    | Franco Pellizotti        | 8º                     | 217                                   | Michael Rogers                        | NP 13ª                                |
| 58                             | Staf Scheirlinckx              | R 14ª                          | 138                    | Alessandro Spezialetti   | 93º                    | 218                                   | František Raboň                       | 147º                                  |
| 59                             | Rik Verbrugghe                 | NP 16ª                         | 139                    | Charles Wegelius         | 58º                    | 219                                   | Jan Ullrich                           | R 19ª                                 |
| Crédit Agicole                 | Crédit Agicole                 | Crédit Agicole                 | Phonak Hearing Systems | Phonak Hearing Systems   | Phonak Hearing Systems |                                       |                                       |                                       |
| 61                             | Francesco Bellotti             | 41º                            | 141                    | Martin Elmiger           | 80º                    |                                       |                                       |                                       |
| 62                             | Aleksandr Bočarov              | 27º                            | 142                    | Fabrizio Guidi           | R 18ª                  |                                       |                                       |                                       |
| 63                             | William Bonnet                 | 111º                           | 143                    | José Enrique Gutiérrez   | 2º                     |                                       |                                       |                                       |
| 64                             | Christophe Edaleine            | 127º                           | 144                    | Jonathan Patrick McCarty | 113º                   |                                       |                                       |                                       |
| 65                             | Patrice Halgand                | 14                             | 145                    | Axel Merckx              | NP 15ª                 |                                       |                                       |                                       |
| 66                             | Rémi Pauriol                   | 122º                           | 146                    | Víctor Hugo Peña         | 9º                     |                                       |                                       |                                       |
| 67                             | Benoît Poilvet                 | 99º                            | 147                    | Grégory Rast             | 94º                    |                                       |                                       |                                       |
| 68                             | Yannick Talabardon             | 100º                           | 148                    | Johann Tschopp           | 45º                    |                                       |                                       |                                       |
| 69                             | Nicolas Vogondy                | 44º                            | 149                    | Steve Zampieri           | 48º                    |                                       |                                       |                                       |
| Davitamon-Lotto                | Davitamon-Lotto                | Davitamon-Lotto                | Quick Step-Innergetic  | Quick Step-Innergetic    | Quick Step-Innergetic  |                                       |                                       |                                       |
| 71                             | Christophe Brandt              | NP 4ª                          | 151                    | Serge Baguet             | R 17ª                  |                                       |                                       |                                       |
| 72                             | Nick Gates                     | 131º                           | 152                    | Paolo Bettini            | 56º                    |                                       |                                       |                                       |
| 73                             | Josep Jufré                    | 29º                            | 153                    | Davide Bramati           | 141º                   |                                       |                                       |                                       |
| 74                             | Jan Kuyckx                     | 133º                           | 154                    | Addy Engels              | 84º                    |                                       |                                       |                                       |
| 75                             | Robbie McEwen                  | NP 13ª                         | 155                    | Juan Manuel Gárate       | 7º                     |                                       |                                       |                                       |
| 76                             | Preben Van Hecke               | 140º                           | 156                    | José Antonio Garrido     | 134º                   |                                       |                                       |                                       |
| 77                             | Wim Van Huffel                 | 17º                            | 157                    | Leonardo Scarselli       | 120º                   |                                       |                                       |                                       |
| 78                             | Henk Vogels                    | 145º                           | 158                    | Jurgen Van De Walle      | 75º                    |                                       |                                       |                                       |
| 79                             | Bert Roesems                   | 123º                           | 159                    | Remmert Wielinga         | NP 5ª                  |                                       |                                       |                                       |

### Legenda
| Legenda          | Legenda | Legenda        | Legenda                                                  |
| ---------------- | --- | -------------- | -------------------------------------------------------- |
| Dorsale          | Dorsale di partenza del ciclista | Posizione      | Posizione finale nella classifica generale               |
| Maglia rosa      | Indica il vincitore della classifica generale                                                                                        | Maglia verde   | Indica il vincitore della classifica dei GPM             |
| Maglia ciclamino | Indica il vincitore della classifica a punti                                                                                         | Maglia azzurra | Indica il vincitore della classifica Gran Combinata      |
| NP               | Indica un ciclista che non è ripartito in una tappa la mattina                                                                       | R              | Indica un ciclista che si è ritirato in una tappa        |
| FTM              | Indica un ciclista che ha concluso una tappa fuori tempo, ossia ha impiegato più tempo rispetto a quanto stabilito dal tempo massimo | EX             | Corridore escluso per non aver rispettato il regolamento |

## Ciclisti per nazione
Le nazionalità rappresentate nella manifestazione sono 27; in tabella il numero dei ciclisti suddivisi per la propria nazione di appartenenza:
| Numero ciclisti | Nazione |
| --------------- | --- |
| 48              | Italia |
| 32              | Spagna |
| 26              | Francia |
| 15              | Germania |
| 14              | Belgio |
| 9               | Australia                                                                                                   |
| 7               | Colombia |
| 6               | Paesi Bassi                                                                                                 |
| 5               | Russia, Svizzera, Stati Uniti                                                                               |
| 4               | Ucraina |
| 3               | Danimarca, Polonia                                                                                          |
| 2               | Rep. Ceca, Messico, Slovenia                                                                                |
| 1               | Argentina, Croazia, Finlandia, Gran Bretagna, Irlanda, Kazakistan, Lituania, Lussemburgo, Svezia, Venezuela |